# 坂口平兵衛 (3代)
3代坂口 平兵衛（さかぐち へいべえ、1930年（昭和5年）2月15日 - 2012年（平成24年）6月14日）は、日本の実業家。坂口合名会社（坂口財閥）代表社員会長。米子商工会議所会頭。旧名平吉郎。

## 来歴・人物

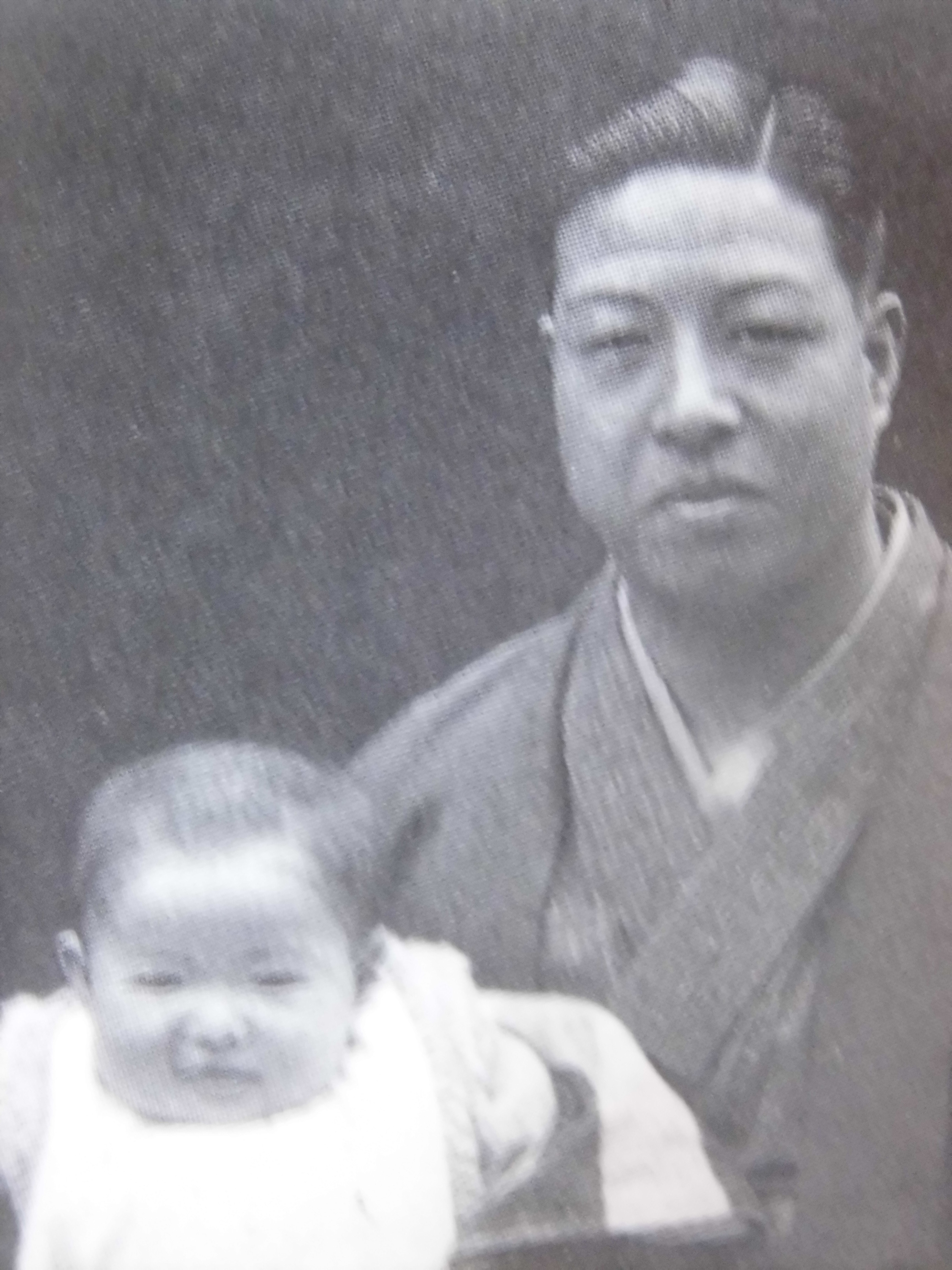
父平兵衛と

2代坂口平兵衛の長男として、鳥取県米子市尾高町に生まれる。
1954年（昭和29年）東京大学法学部政治学科卒業後、坂口合名会社入社。1964年代表社員副社長、1965年代表社員社長に就任。
1980年（昭和55年）米子商工会議所会頭に就任。
2012年6月14日、病気のため米子市内で死去。81歳没。

## 家族・親族

### 坂口家

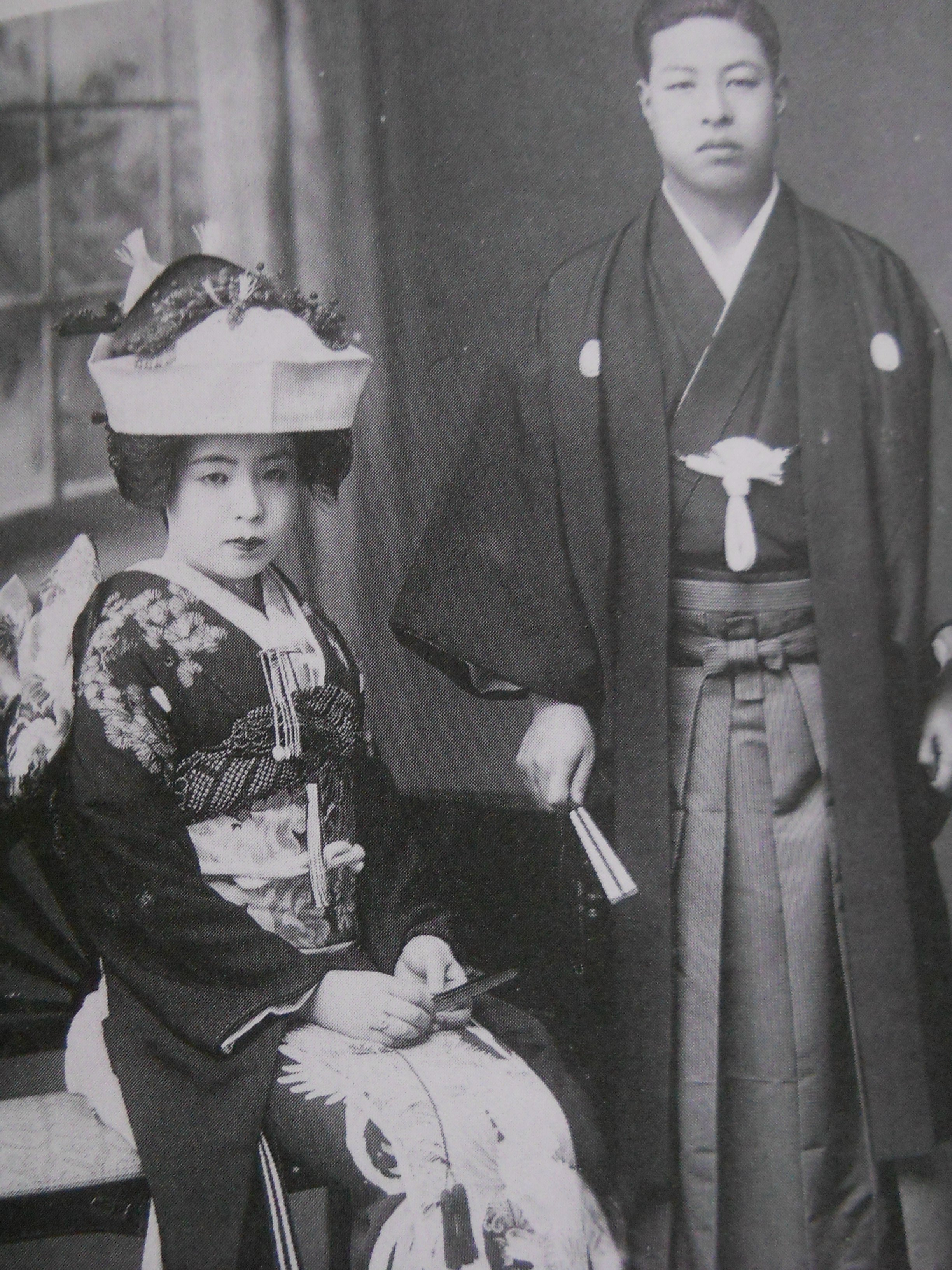
父・2代目坂口平兵衛と母・真佐子
（昭和2年3月）

- 祖父・平兵衛 (初代)（鳥取県平民[3]、鳥取県多額納税者[3]、大地主、実業家、政治家）
1854年（安政元年）6月生 -　1933年（昭和8年）7月没

- 父・2代平兵衛（実業家、政治家）
1906年（明治39年）2月生 -　1986年（昭和61年）2月没

- 母・真佐子（島根県平民[4]、島根県多額納税者[5]、農業[5]、実業家、政治家大村貞蔵六女[5]、実業家大村義雄の妹）
1908年（明治41年）6月生[1] - 1997年（平成9年）[6]
島根県簸川郡大社町（現出雲市）出身[5]。真佐子は江戸小紋の研究で一家をなし、1972年に東京作家クラブから第9回文化人間賞を贈られている[7]。2007年12月から08年1月にかけて、広島と東京で、米子市が収蔵する「素鳳コレクション」の特別展「春よこい 雛人形物語展 坂口真佐子コレクション」が開催された[8]。

- 妻（奈良県吉野郡吉野町、山林地主北村又左衛門（元北村林業会長）の二女）
1932年（昭和7年）3月生[1] -　
妻の姉は白鶴酒造相談役に嫁し、灘の名門嘉納家の大閨閥にもつながっている[9]。

- 長男・4代平兵衛[1]（実業家・坂口合名会社社長、米子商工会議所会頭）
1958年（昭和33年）3月生[1] -

- 二男・吉平[1]（実業家・山陰放送社長）
1959年（昭和34年）9月生[1] -
- 長女[1]
1963年（昭和38年）12月生[1] -